# Under the Skin (pel·lícula de 2013)
Under the Skin és una pel·lícula de ciència-ficció i terror, de nacionalitat britànica i nord-americana. Fou dirigida per Jonathan Glazer, i escrita per Glazer i Walter Campbell en una adaptació de la novel·la homònima de Michel Faber. Es va estrenar en el Regne Unit el 14 de març de 2014 i als Estats Units el 4 d'abril. La pel·lícula és protagonitzada per Scarlett Johansson com una alienígena depredadora qui escull com a víctimes homes a Escòcia. La música està composta per Mica Levi.
Glazer va estar produint Under the Skin durant més d'una dècada, basada en una alienígena en el món dels humans. La majoria dels personatges van ser interpretats per actors no professionals, entre els quals destaca el corredor de motos Jeremy McWilliams; moltes escenes van ser converses espontànies que van ser filmades amb una càmera oculta al carrer. La pel·lícula va competir pel Lleó d'Or en el Festival Internacional de Cinema de Venècia de 2013.
Encara que no va poder recuperar els 13,3 milions de dòlars del seu pressupost, Under the Skin va rebre l'elogi dels crítics, particularment per l'actuació de Johansson, la direcció de Glazer i la música de Levi. Va ser considerada una de les millors pel·lícules de 2014 per molts crítics i publicacions, i va rebre múltiples guardons.

## Argument
A Glasgow, Escòcia, un motociclista (Jeremy McWilliams) recupera el cos d'una dona jove (Lynsey Taylor Mackay) del costat d'una carretera i el col·loca dins el maleter d'una furgoneta. Una dona nua (Scarlett Johansson) la desvesteix i li agafa la seva roba. Va a un centre comercial i compra més roba i maquillatge. En el cel, es veuen llums que es dispersen. Ella condueix la furgoneta al voltant d'Escòcia, tot seduint homes al carrer. Ella sedueix un home (Joe Szula) a una casa en ruïnes; apareix un buit negre, un abisme líquid, on queda submergit.
En una platja, la protagonista intenta atreure a un nedador (Kryštof Hádek). La seva conversa és interrompuda pels crits d'una parella ofegant-se. El nedador rescata al marit, però el marit es llença un altre cop a l'aigua per salvar la seva esposa i s'ofega. La dona copeja al nedador en el cap amb una roca, l'arrossega a la furgoneta, i s'allunya tot ignorant al nen de la parella. Més tard, la mateixa nit, el motociclista recupera les pertinences del nedador, també ignorant al nen que encara està a la platja. L'endemà, la dona escolta un informe de la ràdio sobre la família desapareguda.
La dona visita un club nocturn i recull a un altre home (Paul Brannigan) que la segueix i també se submergeix en el líquid. Per sota de la superfície es veu al nedador surant al costat d'ell, amb vida, però inflat i gairebé immòbil. Quan arriba a tocar-ho, el cos del nedador es col·lapsa, deixant pell buida darrere. Una massa vermella desapareix per un canal.
La dona camina pels carrers, observant a la gent en la seva vida quotidiana; quan ensopega i cau, uns desconeguts l'ajuden a aixecar-se. Ella sedueix a un home solitari, sense experiència sexual i amb la cara desfigurada (Adam Pearson). Després d'estudiar el seu propi cos en un mirall, ella permet que escapi i marxa cap a les Terres Altes d'Escòcia. El motociclista intercepta l'home i el fica en un cotxe; després surt a buscar a la dona amb altres tres motociclistes més.
La dona abandona la furgoneta en la boira. Ella s'acosta a un restaurant i intenta menjar un pastís, però aparentant sentir nàusees, el vomita. En una parada d'autobús, es troba amb un home (Michael Moreland) que s'ofereix a ajudar-la. A la seva casa, ells mengen i veuen televisió i ell la fa escoltar música. Sola, a la seva habitació, ella examina el seu cos en un mirall. Visiten un castell en ruïnes, on l'home la porta sobre un toll i li ajuda a baixar alguns graons. A casa seva, es besen i comencen a tenir relacions sexuals, però ella s'atura i, alarmada, examina els seus genitals.
La dona abandona la casa i decideix passejar per un bosc. Allí es troba amb un llenyataire (Dave Acton), i es refugia en una cabanya. Ella és despertada per un guarda forestal que intenta abusar sexualment d'ella. Ella fuig corrents cap al bosc, però l'atrapa i intenta violar-la. En la lluita, ell li estripa la pell de la seva esquena, deixant al descobert un cos negre. Quan la dona surt de la seva pell, el guarda aconsegueix benzina, la ruixa i la crema viva.

## Producció

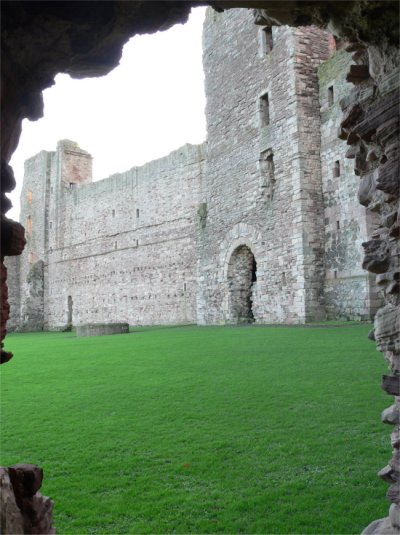
Algunes parts de Under the Skin es van filmar al castell Tantallon, a East Lothian (Escòcia).

El director Jonathan Glazer va decidir adaptar la novel·la de Michel Faber Under the skin després d'acabar la seva primera pel·lícula Sexy Beast (2000), però el treball no va començar fins que va acabar la seva segona pel·lícula, Reencarnació (2004). Ell i el coautor Walter Campbell inicialment van elaborar un guió sobre una parella d'extraterrestres disfressats d'agricultors, amb Brad Pitt en el paper del marit, però el progrés era lent. Glazer finalment va decidir fer una pel·lícula amb una perspectiva alienígena del món humà i es va centrar només en el personatge femení. El 2015, Gemma Arterton va dir que ella havia estat l'elecció de Glazer en el paper femení, però que la pel·lícula necessitava una actriu més famosa per obtenir finançament.
La majoria dels personatges van ser interpretats per actors no professionals; moltes escenes on el personatge de Johansson parla amb homes eren converses fora del guió amb homes al carrer filmats amb càmera oculta. Glazer va dir que els homes van ser informats que participarien «si hi estaven d'acord i entenien el que estàvem fent».
El campió motociclista de carreres Jeremy McWilliams va ser seleccionat com el motociclista, ja que la pel·lícula requereix un motociclista molt expert que podria viatjar a través de les terres altes escoceses a altes velocitats en condicions de mal temps. El llenyataire va ser interpretat pel propietari d'una ubicació escollida per a la pel·lícula. Per a l'home deformat, Glazer no volia usar maquillatge ni pròtesi; l'equip de producció va contactar amb l'organització benèfica Changing Faces, que recolza a persones amb desfiguracions facials, i va oferir el paper a Adam Pearson, que té neurofibromatosi i havia treballat en produccions de televisió. Els guionistes van utilitzar els seus suggeriments sobre com l'alienígena podria atreure al seu personatge.

## Música
La banda sonora va ser composta per Mica Levi i produïda per Peter Raeburn. Raeburn va suggerir a Glazer que escollís a Levi, i aquest hi va contactar després d'escoltar Chopped and Screwed, una col·laboració que va fer amb la London Sinfonietta. Glazer volia que la música expressés els sentiments de la protagonista a mesura que ella experimenta vivències noves, com menjar i fer sexe. Es dirigia a Levi amb preguntes del tipus: «Com és el so d'estar en flames?», o «Imagina quan li fas a algú una broma i no és molt bona i la seva reacció és una mica rebuscada». A les escenes finals hi ha menys música, ja que es posa més l'accent en els sons de la naturalesa que envolten el personatge de Johansson.
Levi va utilitzar principalment una viola per escriure i gravar durant més de deu mesos, inspirant-se en la música de Giacinto Scelsi, Iannis Xenakis, John Cage i la que s'interpreta en els clubs de striptease. Va buscar en l'instrument els sons naturals i «que es poden identificar com a humans»; llavors va alterar el to o el tempo dels seus enregistraments perquè «sonés incòmode». En un article a The Guardian, Levi va escriure: «Algunes parts estan destinades a ser bastant difícils. Si la teva força vital està sent destil·lada per un extraterrestre, no necessàriament pot sonar molt agradable. Se suposa que és físic, alarmant, calent». A Pitchfork comenta: «les cordes de vegades s'assemblen a ungles rascant una pissarra de la grandària de l'univers, xisclant amb un sentit Ligeti de l'horror; en un altre lloc, elles brunzeixen sense parar en un vòrtex enorme, igual que la banda sonora de <i id="mwaw">Blade Runner</i> de Vanguelis mullada en aiguarràs». The Guardian va escriure que la banda sonora de Levi «reuneix corda, percussió, generant distorsions de la velocitat i utilitzant micròfons que xoquen per crear sons que són seductors, pervertits i compassius». Pel seu treball Levi va guanyar un Premi del Cinema Europeu al millor compositor.

## Estrena
Under the Skin es va estrenar el 29 d'agost de 2013 en el Festival de Cinema de Telluride. Va ser projectada en el Festival Internacional de Cinema de Venècia de 2013 i el Festival Internacional de Cinema de Toronto de 2013. Va ser estrenada en el Regne Unit el 14 de març de 2014 i als Estats Units el 4 d'abril de 2014.

### Taquilla
En el Regne Unit, Under the Skin es va obrir amb una recaptació bruta de £ 239 000; als Estats Units, amb $ 140.000 en quatre sales de cinema, obtenint la mitjana més alta per les operacions de totes les pel·lícules projectades aquell cap de setmana, sobre Captain America: The Winter Soldier, que també és protagonitzada per Johansson. Under the Skin va guanyar $ 2.614.251 als Estats Units, però no va entrar en la llista de les pel·lícules més taquilleres als Estats Units.
Under the Skin va ser un fracàs de taquilla. Segons The Guardian, el seu pressupost de 13,3 milions de dòlars va quedar en «la zona de perill: no en la posició ultra baixa ... [ni] en el rang de més de $ 30 milions en el qual el màrqueting comença a aconseguir audiències massives».

### Recepció de la crítica
Under the Skin va rebre crítiques positives. La pàgina web Rotten Tomatoes dona a la pel·lícula una puntuació del 85 % basada en els comentaris de 207 crítics, amb una mitjana de qualificació de 7,8/10. El consens del lloc conclou: «El seu missatge pot resultar difícil d'entendre per a alguns, però amb imatges absorbents i una actuació fascinant de Scarlett Johansson, Under the Skin és una experiència visual inoblidable». Metacritic, que li assigna una qualificació dels 100 millors comentaris de crítics, calcula una puntuació de 78 sobre 100 basat en 42 crítiques, la qual cosa indica «crítiques generalment favorables». Metacritic també figura com la quarta millor pel·lícula de 2014 segons la presència en les llistes dels crítics.
Xan Brooks a The Guardian va concedir a Under the Skin cinc de cinc estrelles i la va destacar que era «des de lluny, la millor pel·lícula» en el Festival Internacional de Cinema de Venècia. Peter Bradshaw, també a The Guardian, va dir que era «visualment impressionant i profundament perturbadora»; també li va concedir a la pel·lícula cinc de cinc estrelles. Andrew Lowry, a Total Film, Dave Calhoun de la revista Time Out i Kate Muir a The Times van donar també les cinc estrelles. Robbie Collin a The Daily Telegraph, atorgant-li cinc estrelles, va escriure: «Si les meves cames no haguessin estat tan febles i la meva boca tan seca, hauria pujat al meu seient i aplaudit». Matt Zoller Seitz va donar a la pel·lícula quatre de quatre estrelles, i la va descriure com «horriblement bella. La seva força de vida és aclaparant». Richard Roeper va donar a la pel·lícula una A+, amb quatre de quatre estrelles, afirmant: «Això és el que diem quan parlem del cinema com a art». Christy Lemire li va donar quatre de quatre estrelles, i la va qualificar d'una «experiència sense dubte inquietant, singular». Jon Espino, a The Young Folks, li va atorgar nou de deu estrelles i va dir d'ella que «fàcilment és una de les pel·lícules visualment més inquietants del 2014».

#### Llistestop ten
Under the Skin va ser escollida per 20 crítics de diverses publicacions com la millor pel·lícula del 2014 entre 122 llistes top ten.
- 1.er — Robbie Collin, The Daily Telegraph
- 1.er — Mark Olsen, Los Angeles Times
- 1.er — Alison Willmore, BuzzFeed
- 1.er — Noel Murray, The Dissolve
- 1.er — Devindra Hardawar, Slashfilm
- 1.er — Marc Doyle, Metacritic
- 1.er — Jim Emerson, Richard T. Jameson i Kathleen Murphy, Parallax View
- 1.er — Simon Abrams, Aaron Hillis i Stephanie Zacharek, The Village Voice
- 1.er — Matt Brennan, Thompson on Hollywood
- 1.er — Nicolas Bell, Ioncinema
- 1.er — The Guardian
- 1.er — Slant Magazine
- 1.er — Roger Ebert.com
- 1.er — Consequence of Sound
- 1.er — The Playlist
- 1.er — Movie Mezzanine
- 2.do — Justin Chang, Variety
- 2.do — Scott Tobias, The Dissolve
- 2.do — Rob Hunter, Film School Rejects
- 2.do — Andrew Wright, Parallax View
- 2.do — Angie Han, Slashfilm
- 2.do — Alan Scherstuhl, The Village Voice

El 2015, la pel·lícula va ser inclosa en la llista de les 50 millors pel·lícules de la dècada fins aquell moment segons The Guardian.